# Anttolankylä
Anttolankylä är en tätort (finska: taajama) i S:t Michels stad (kommun) i landskapet Södra Savolax i Finland. Fram till 2000 var Anttolankylä centralorten för Anttola kommun. Vid tätortsavgränsningen den 31 december 2021 hade Anttolankylä 801 invånare och omfattade en landareal av 2,72 kvadratkilometer.